# Ribera d’Urgellet
Ribera d’Urgellet (spanisch Ribera d’Urgellet) ist eine Gemeinde (municipi) mit 965 Einwohnern (Stand: 2024) in der Provinz Lleida in der Autonomen Region Katalonien. Zur Gemeinde gehören 16 Ortschaften, darunter Adrall, Arfa, Castellar de Tost, la Coma de Nabiers, la Freita, Gramos, els Hostalets de Tost, Montan de Tost, Nabiers, Parroquia de Ortó, Pla de San Tirs, Sant Pere Codinet, Sauvanyà, Torà de Tost und Tost. Der Verwaltungssitz befindet sich in Pla de San Tirs. 

## Lage
Ribera d’Urgellet liegt in den Bergen der südlichen Pyrenäen in einer durchschnittlichen Höhe von ca. 700 m am Segre. Im Gemeindegebiet liegt der südliche Teil des Flughafens Andorra–La Seu d’Urgell.

## Bevölkerungsentwicklung
| Jahr      | 1970 | 1981 | 1990 | 2001 | 2011 | 2021 |
| Einwohner | 1143 | 889  | 822  | 820  | 975  | 947  |

## Sehenswürdigkeiten

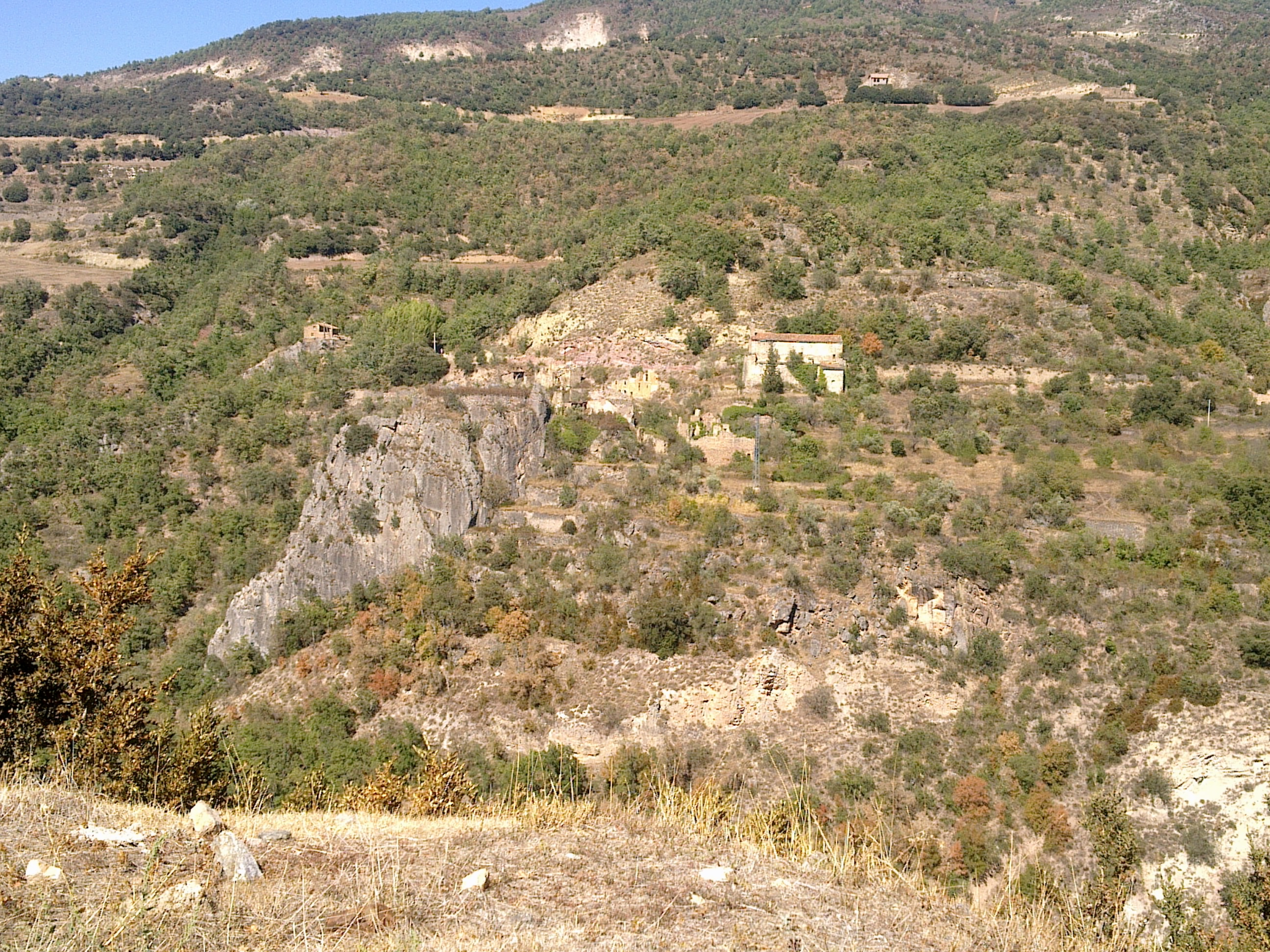
Burgruine von Tost
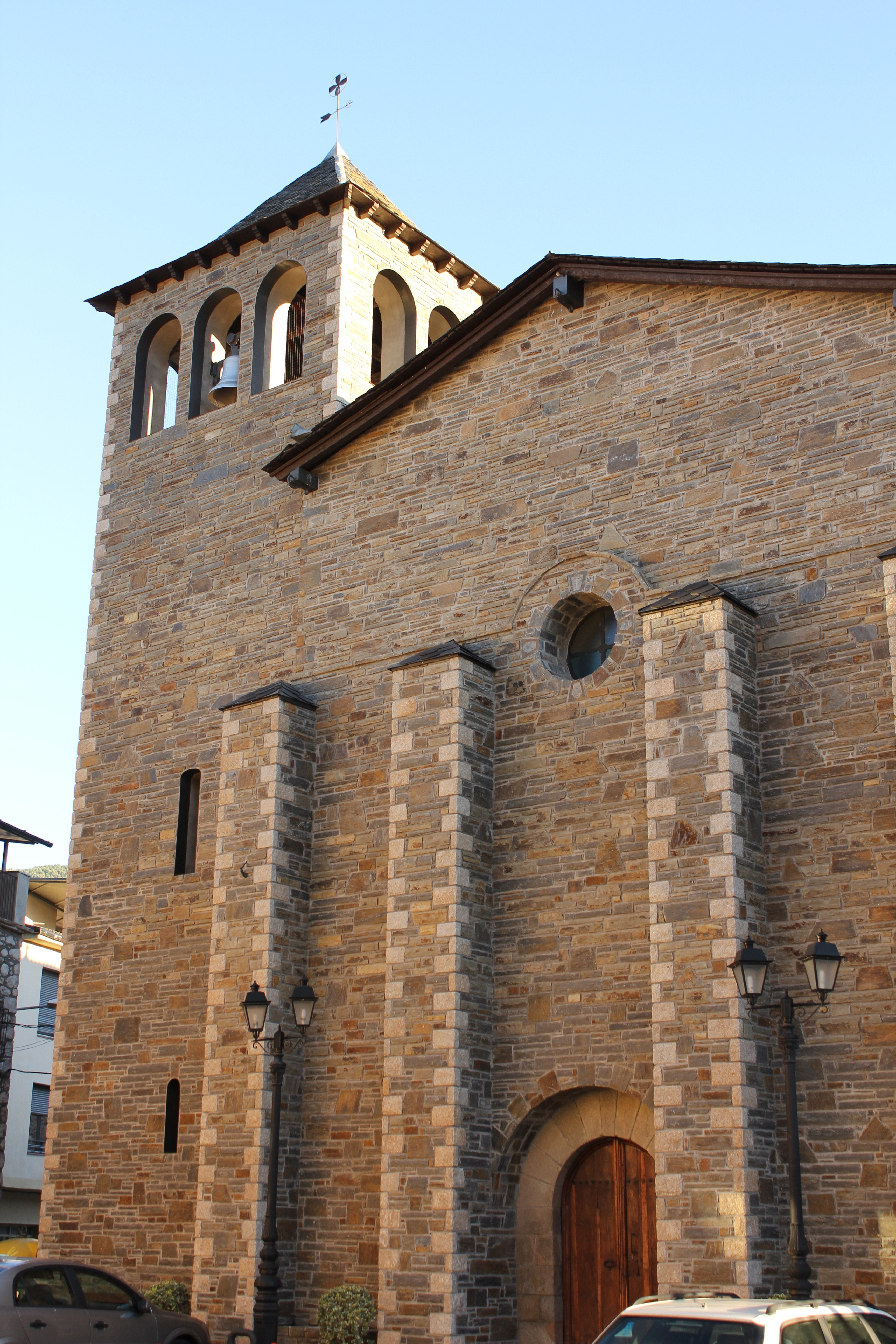
Kirche der Unbefleckten Empfängnis in Sant Pere Codinet
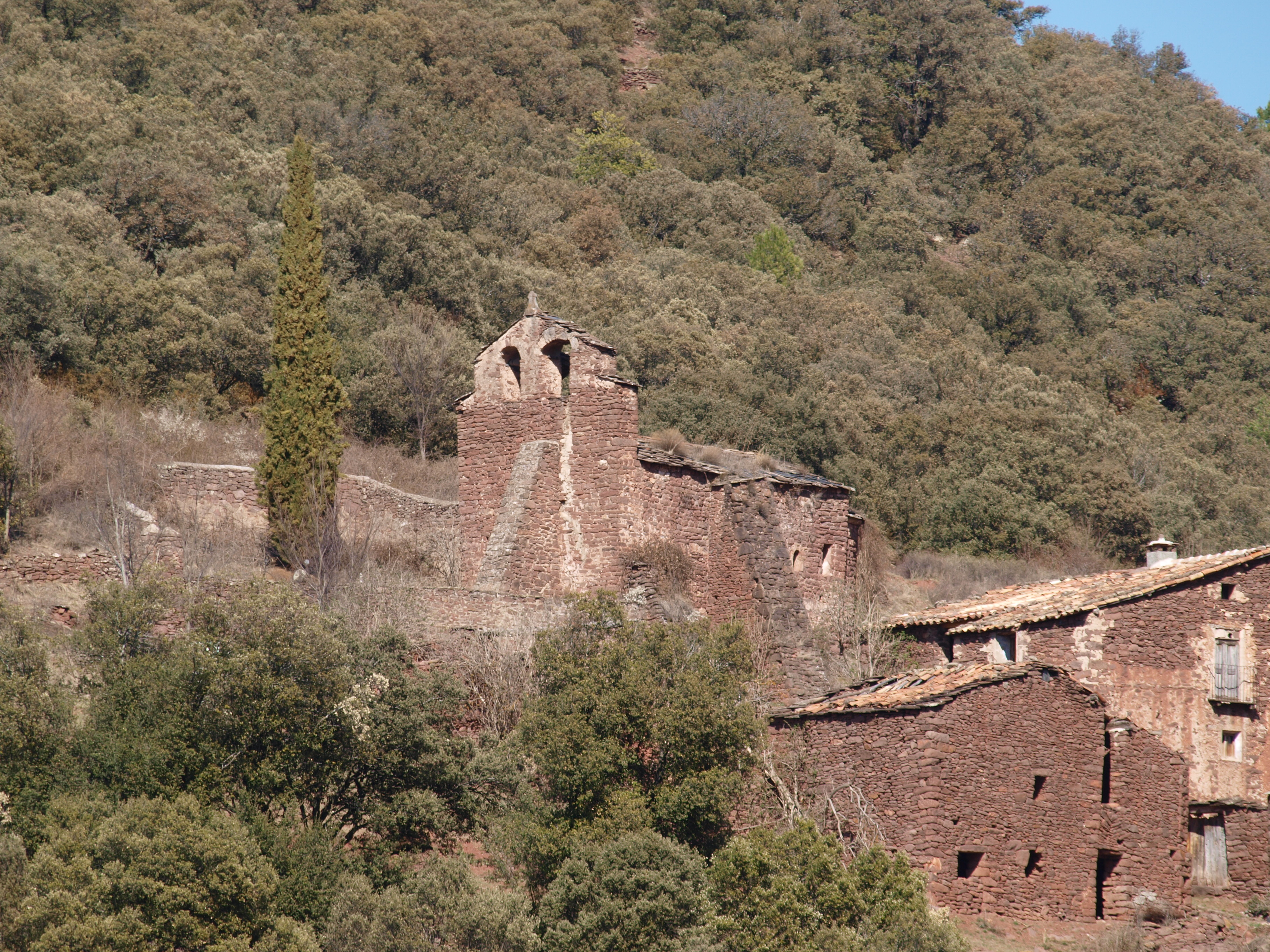
Stephanuskirche
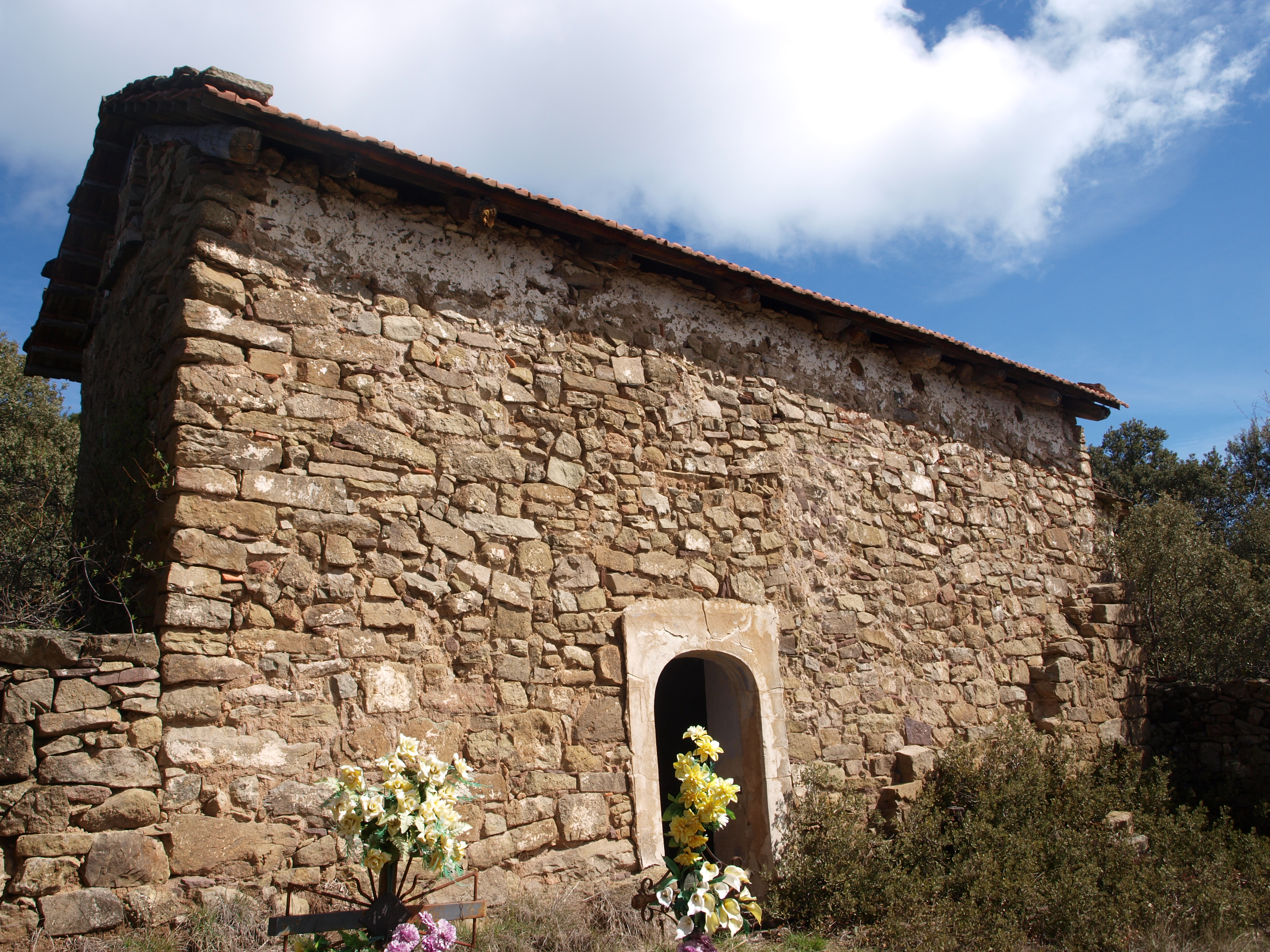
Fruktuskirche
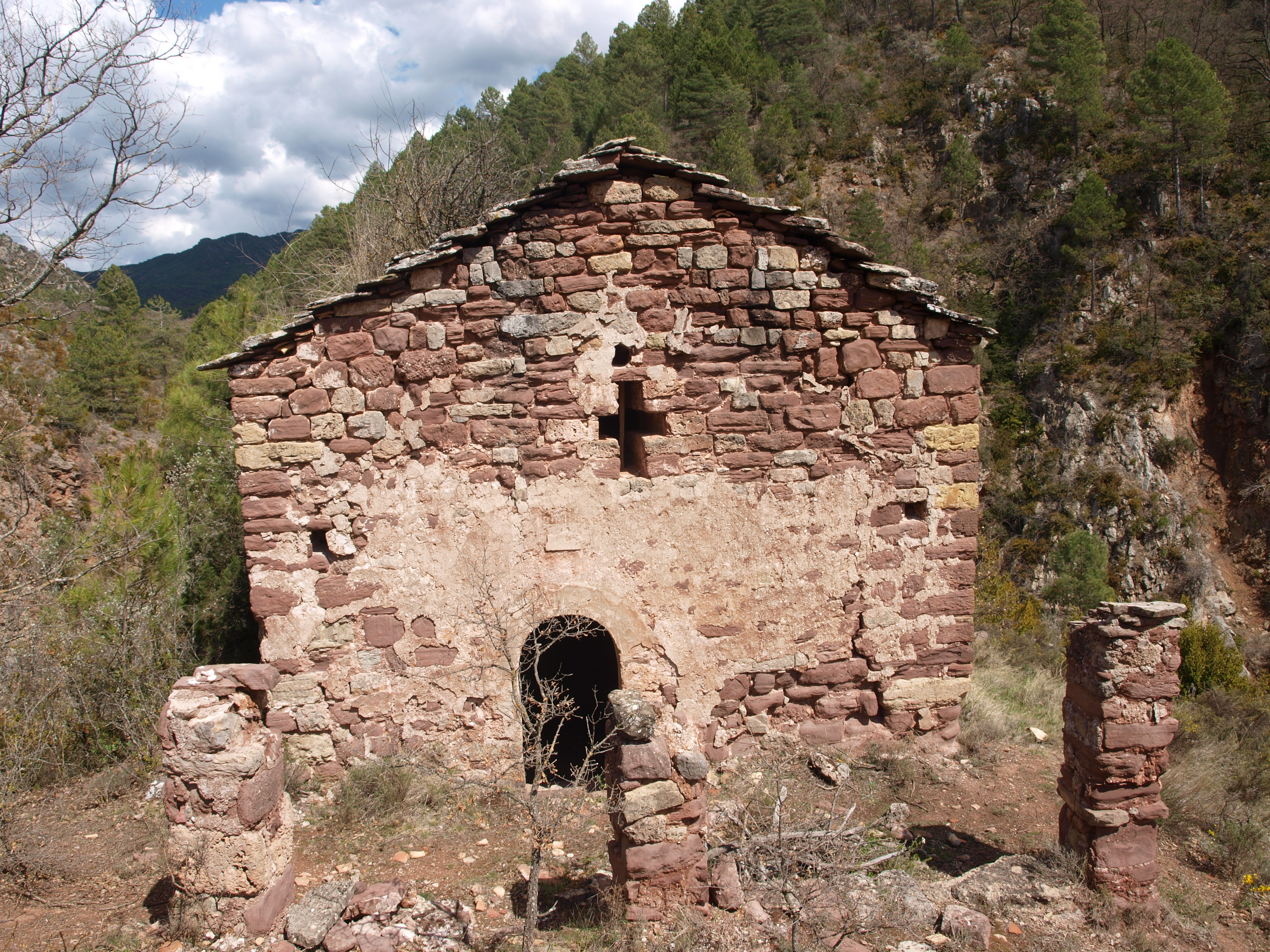
Geniuskirche
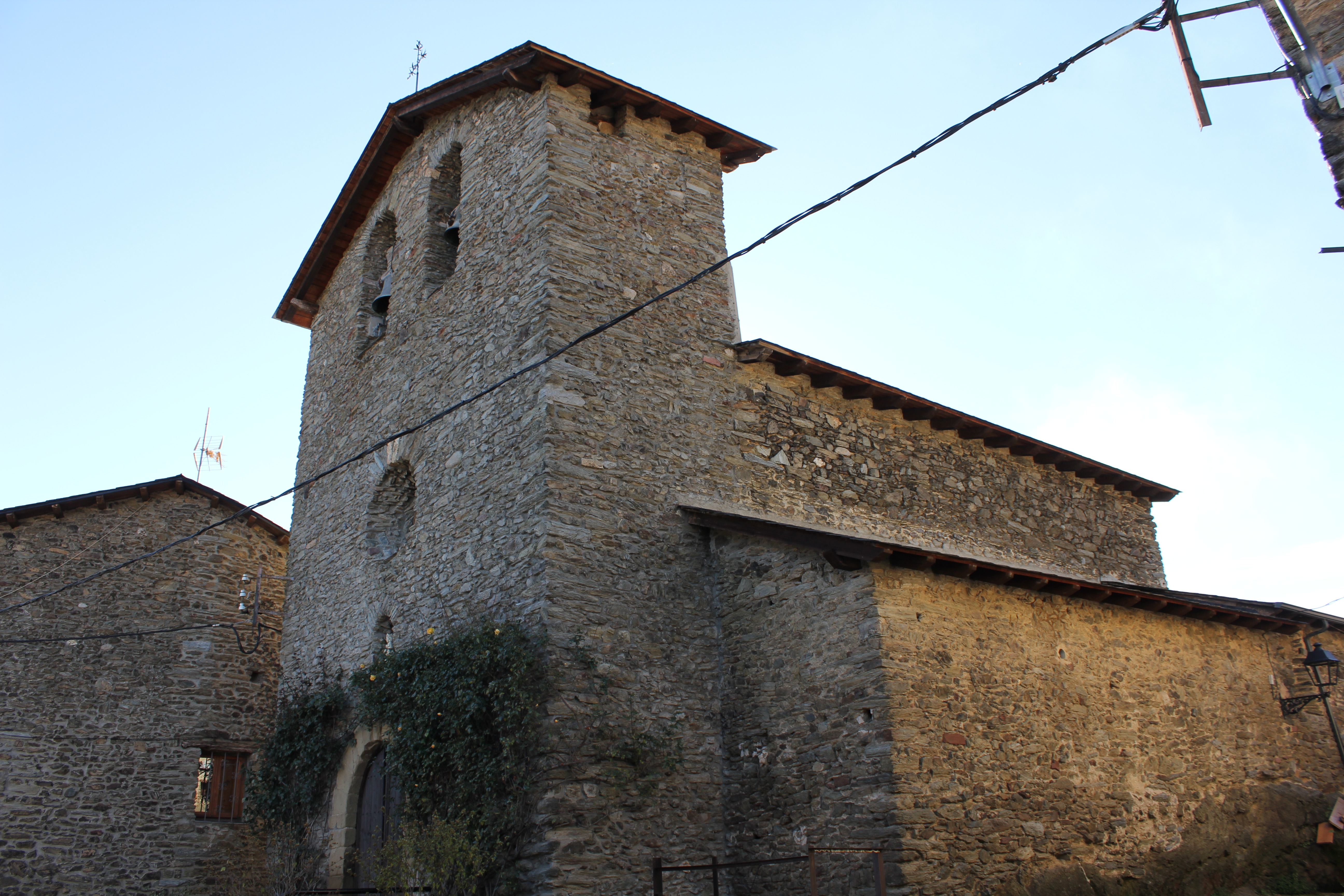
Andreaskirche
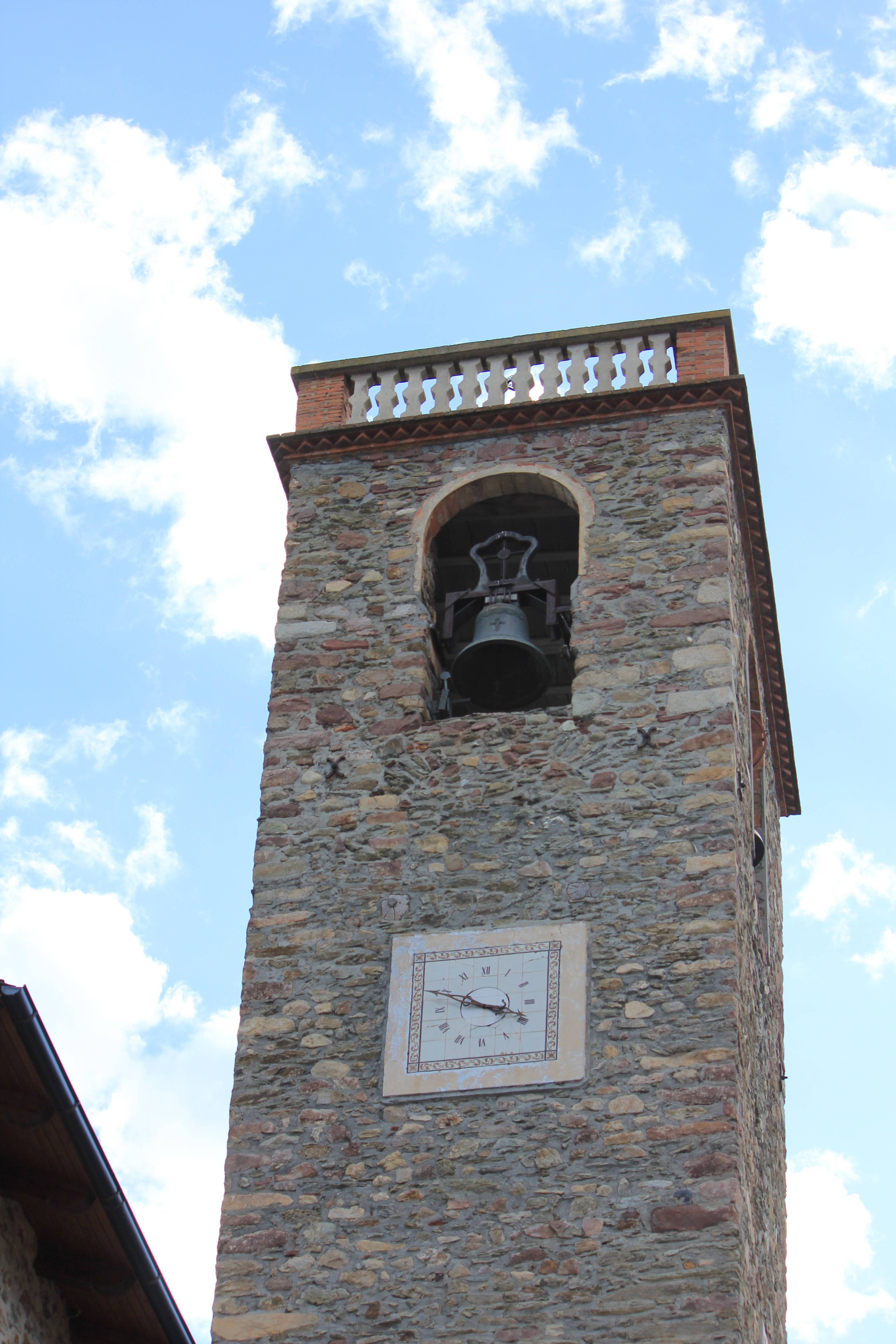
Tirsuskirche

- Stephanuskirche von Sauvanyà
- Fruktuskirche von Fontelles
- Geniuskirche von Tost
- Andreaskirche von Hortó
- Tirsuskirche in Pla de Sant Tirs

- Burgruine von Tost
- Kirche Der Unbefleckten Empfängnis
- Stephanuskirche
- Fruktuskirche
- Geniuskirche
- Andreaskirche
- Tirsuskirche